# Љубавница (албум)
Љубавница је први студијски албум Гоге Секулић који је објављен 2000. године на аудио-касети и CDу за Сити рекордс и на CDу за JVP Vertrieb AG.